# Judiciary Act (1789)
Judiciary Act (ang. dosł. Ustawa Sądownicza) – ustawa uchwalona 24 września 1789 roku podczas pierwszej kadencji Kongresu Stanów Zjednoczonych, która jako pierwsza określiła szczegółową strukturę federalnego systemu sądów w Stanach Zjednoczonych.

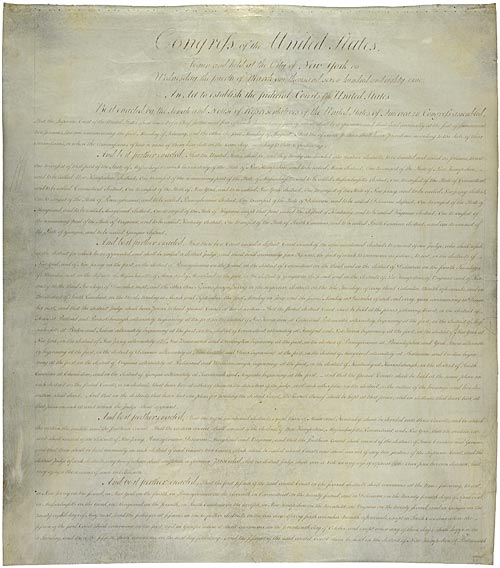
Pierwsza strona Judiciary Act

Podczas gdy Sąd Najwyższy Stanów Zjednoczonych został ustanowiony na mocy trzeciego artykułu Konstytucji Stanów Zjednoczonych, najwyższy akt prawny pozostawiał jednocześnie szczegóły funkcjonowania systemu sądów federalnych w gestii Kongresu. Zostały one uzupełnione właśnie przez uchwalenie tej ustawy.

## Szczegóły
W sekcji 1, ustawa ustanowiła sześcioosobowy skład Sądu Najwyższego, składający się z przewodniczącego i pięciu zwykłych sędziów.
W sekcjach 2-4 ustawa utworzyła 13 sądów rejonowych pierwszej instancji (district courts) na czele których stał pojedynczy sędzia oraz trzy sądy okręgowe (circuit courts), które swoją jurysdykcją geograficzną obejmowały odpowiednio regiony wschodniej, środkowej i południowej części kraju.
W sekcji 35, ustawa ustanowiła również funkcję prokuratora generalnego Stanów Zjednoczonych.

## Literatura dodatkowa
- The Judiciary Act of 1789. National Archives and Records Administration, 1989. ISBN 0-911333-74-6. Brak numerów stron w książce